# Сачков Ілля Костянтинович
Ілля Костянтинович Сачков (нар. 13 червня 1986, Москва, РРФСР, СРСР) — російський підприємець, експерт з кібербезпеки, засновник та співвласник міжнародної компанії у сфері інформаційної безпеки Group-IB, що спеціалізується на виявленні та запобіганні кібератакам. З вересня 2021 року — фігурант кримінальної справи за звинуваченням у державній зраді, з вересня 2021 року перебуває у слідчому ізоляторі. У червні 2023 року справу було передано до Московського міського суду для розгляду по суті.
Згідно з інформацією Bloomberg News, нібито надав уряду США інформацію про операцію російського уряду «Fancy Bear», яка намагалася вплинути на президентські вибори в США 2016 року.

## Походження та навчання
Ілля Сачков народився 13 червня 1986 року в Москві. У 2009 році закінчив з відзнакою факультет інформатики та систем управління Московського ДТУ імені М. Е. Баумана.

## Кар'єра та бізнес
В 2003 році Ілля Сачков разом зі своїм партнером-однокурсником Дмитром Волковим заснували агентства з розслідування високотехнологічних злочинів і шахрайств з використанням сучасних технологій. Через кілька років агентство трансформувалося у міжнародну компанію Group-IB, у якій Сачков обійняв посаду генерального директора. У 2018 році компанія перевела свою штаб-квартиру з Москви до Сінгапуру, куди перебралася рада директорів та менеджмент. Станом на 2021 рік Group-IB виготовляє програмне забезпечення в інформаційній безпеці, бере участь спільно з правоохоронними органами у розслідуванні кіберінцидентів, реалізує послуги із захисту авторських прав в інтернет-просторі.
З 2017 року Ілля Сачков обіймав посаду доцента кафедри інформаційної безпеки Московського ДТУ імені М. Е. Баумана.
У 2016—2019 роках Сачков проходив свідком у кримінальній справі засновника та гендиректора процесингової компанії Chronopay Павла Врублевського, надавши свідчення про одного з обвинувачених.
У квітні 2023 року Ілля Сачков продав свій пакет у 37,5 % у міжнародній сінгапурській компанії Group-IB Global Private Ltd. її топ-менеджерам. Він зберігши пакет у російській юридичній особі, яка продовжить роботу під новим брендом — F.A.С. С.T. (Fight Against Cybercrime Technologies). Сума угод не розкривається.

## Номінації
У 2016 році Ілля Сачков був уключений до списку найперспективніших у світі підприємців у віці до 30 років за версією журналу Forbes у номінації «Enterprise Tech». Тричі став переможцем російського етапу конкурсу EY «Entrepreneur of the Year» у різних IT-номінаціях. У 2018 році Сачков включений до шорт-листів «100 найвидатніших людей року» за версією РА «Експерт» та «Russian people of the year» від Russia Beyond. 2019 року Ілля Сачков став переможцем у номінації «Інноваційний прорив» премії «Немалий бізнес».
У червні 2021 року аналітична компанія KuppingerCole оцінила Group-IB як світового лідера в галузі продуктів та інновацій, а її систему виявлення та реагування на зломи було названо «одним із найбільш багатофункціональних рішень» серед 12 постачальників подібних продуктів у світі. Сачкову також належить авторство технології розслідування відлалених мережевих атак на відмову в обслуговуванні (DDoS).

## Членство в організаціях
Ілля Сачков — член експертних комітетів Держдуми, МЗС РФ, Ради Європи та ОБСЄ в галузі кіберзлочинності. Він є співголовою комісії з кіберзлочинності РАЕК, членом ради Координаційного центру національного домену мережі Інтернет. Перебуває одним із незалежних членів Глобальної комісії зі стабільності кіберпростору. У липні 2020 року обраний співголовою Партії Росту.

## Звинувачення у державній зраді
29 вересня 2021 року Ілля Сачков був заарештований Лефортівським районним судом Москви на два місяці за підозрою в державній зраді. Звинувачення, висунуті ФСБ Росії пов'язані з передачею секретної інформації спецслужбам низки іноземних держав. За даними Forbes, Ілля Сачков в ході власних розслідувань мав інформацію про російських хакерів, мав можливість передати інформацію іноземним спецслужбам в обмін на будь-які вигоди для себе та компанії Group-IB. За інформацією Bloomberg, силові відомства Росії були незадоволені бажанням Сачкова «комерціалізувати продукти компанії за кордоном та вивести бізнес за межі Росії». Звинувачення висунуто Іллі Сачкову лише як фізичній особі, а не як гендиректору.
У листопаді 2021 року Ілля Сачков написав відкритий лист до Володимира Путіна:
|  | "Я вважаю, що це нова справа Дрейфуса. Я не перебіжчик, не шпигун і не зрадник. Я російський інженер. Своєю роботою неодноразово доводив відданість і користь Батьківщині. Я дуже прошу мого президента, Володимира Володимировича Путіна, дозволити мені на період слідства перебувати під домашнім арештом з максимальними обмеженнями". |

Судовий процес над Сачковим розпочався 6 липня 2023 року. Весь цей час він перебуває у СІЗО «Лефортове». Свою провину заарештований не визнавав. Деталі кримінальної справи не розголошуються, оскільки матеріали засекречені. Напередодні його арешту у штаб-квартирі компанії пройшли обшуки. Під час дебатів у Московському міському суді 21 липня 2023 року прокуратура запросила для Іллі Сачкова 18 років позбавлення волі у справі про держзраду (стаття 275 КК РФ). За інформацією адвоката Сергія Афанасьєва, вирок його підзахисному оголосять 26 липня 2023 року.

## Особисте життя
Ілля Сачков не одружений, дітей не має. Перед арештом він проживав у Москві.